# Cryptochironomus subroseus
Cryptochironomus subroseus är en tvåvingeart som först beskrevs av Jean-Jacques Kieffer 1921.  Cryptochironomus subroseus ingår i släktet Cryptochironomus och familjen fjädermyggor.
Artens utbredningsområde är Taiwan. Inga underarter finns listade i Catalogue of Life.